# 바빌론의 대탕녀

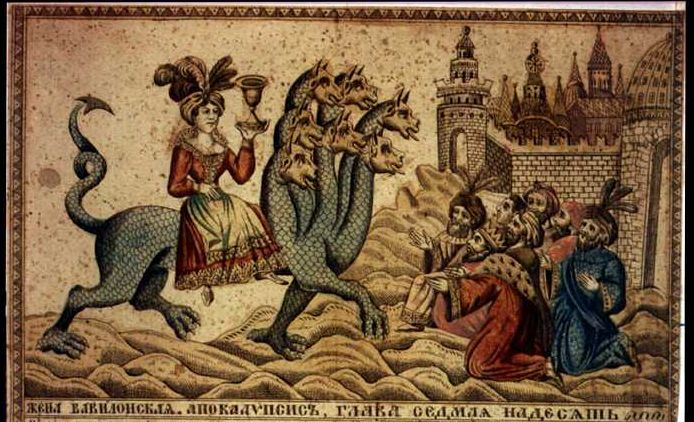
1800년대 러시아의 인그레이빙 기법으로 묘사된 일곱 머리의 짐승 위에 올라탄 대탕녀 바빌론

대탕녀 바빌론은 신약성경의 마지막 권인 요한 묵시록에서 악(惡)을 상징하는 은유적 표현이다. 대탕녀 바빌론의 이마에는 ‘땅의 탕녀들과 역겨운 것들의 어미, 대바빌론(그리스어: Βαβυλὼν ἡ μεγάλη, ἡ μήτηρ τῶν πορνῶν καὶ τῶν βδελυγμάτων τῆς γῆς; Babylōn ē Megalē, ē mētēr tōn pornōn kai tōn bdelygmatōn tēs Gēs)’이라는 이름이 적혀 있는데, 그 이름은 하나의 신비이다.

## 상징주의

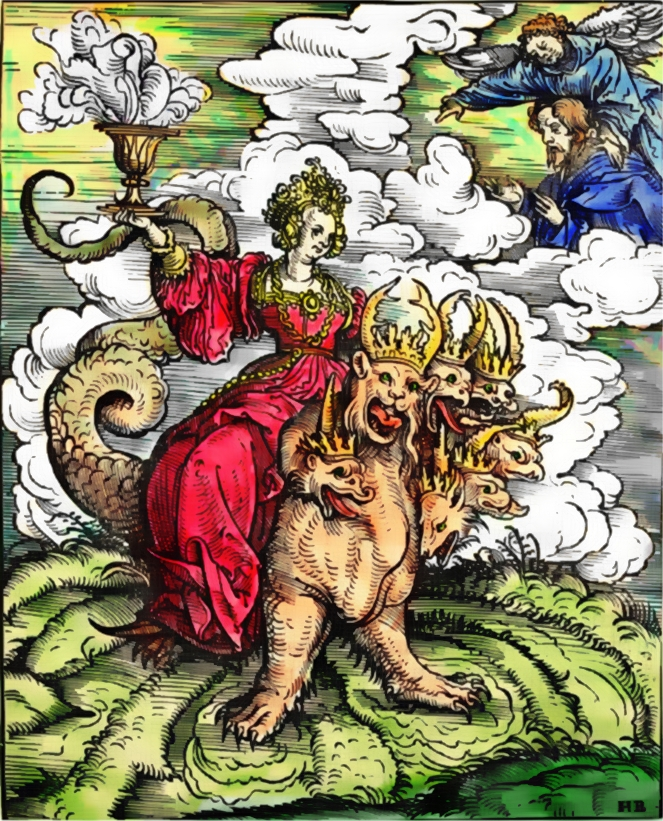
한스 부르크마이어가 그린 대탕녀 바빌론

대탕녀 바빌론은 그리스도의 적과 묵시록의 짐승과 더불어 서로 연계 관계에 있다. 대탕녀 바빌론은 머리가 일곱이고 뿔이 열 개 달린 진홍색 짐승 위에 올라탔는데, 그 짐승의 몸에는 하느님을 모독하는 이름들이 가득하였다.
대탕녀 바빌론의 생김새는 요한 묵시록 17장~18장에 자세히 기록되어 있다. 많은 구절들이 이 텍스트에 내재된 상징적 의미들의 뜻을 밝혀주고 있다.
| 17,4  | 그 여자는 자주색과 진홍색 옷을 입고 금과 보석과 진주로 치장하였습니다. 손에는 자기가 저지른 불륜의 그 역겹고 더러운 것이 가득 담긴 금잔을 들고 있었습니다. |
| 17,5  | 그리고 이마에는 ‘땅의 탕녀들과 역겨운 것들의 어미, 대바빌론’이라는 이름이 적혀 있었는데, 그 이름은 하나의 신비였습니다.                                    |
| 17,6  | 내가 보니 그 여자는 성도들의 피와 예수님의 증인들의 피에 취해 있었습니다. 나는 그 여자를 보고 크게 놀랐습니다.                                             |
| 17,9  | 여기에 지혜로운 마음이 필요한 까닭이 있습니다. 일곱 머리는 그 여자가 타고 앉은 일곱 산이며 또 일곱 임금입니다.                                             |
| 17,10 | 다섯은 이미 쓰러졌고 하나는 지금 살아있으며 다른 하나는 아직 나오지 않았습니다. 그러나 그가 나오더라도 잠깐밖에 머무르지 못할 것입니다.                    |
| 17,11 | 또 전에는 있다가 지금은 없는 그 짐승이 여덟번째 임금입니다. 그러나 그는 일곱 가운데 하나였던 자로서, 멸망을 향하여 나아갈 것입니다.                        |
| 17,12 | 내가 본 열 뿔은 열 임금입니다. 그들은 아직 왕권을 차지하지 못하였지만, 잠시 그 짐승과 함께 임금으로서 권한을 차지할 것입니다.                              |
| 17,15 | 천사가 또 나에게 말하였습니다. “네가 본 물, 곧 탕녀가 그 곁에 앉아 있는 물은 백성들과 군중들과 민족들과 언어들이다.”                                       |
| 17,18 | “네가 본 그 여자는 땅의 임금들을 다스리는 왕권을 가진 큰 도성이다.”                                                                                        |

## 해석

### 로마 제국
많은 성서학자들은 ‘바빌론’이 로마를 은유적으로 표현한 말이라고 보고 있다. 특히 로마 제국의 잔혹한 통치와 탐욕스러움, 이교주의 등을 빗댄 표현으로 보고 있다.
에스드라 2서, 바룩 2서, 시빌라의 신탁 등에서 ‘바빌론’은 로마를 뜻하는 암호명으로 사용된다. 베드로 1서 5장 13절 등 신약성경에도 역시 바빌론이 로마를 비유적으로 표현하기 위한 말로 사용되었다. 요한 묵시록 17장 9절에 언급된 대탕녀 바빌론이 앉은 ‘일곱 산’은 일반적으로 로마의 일곱 언덕을 의미하는 것으로 해석된다. 베스파시아누스 황제 재위기간(서기 70년경)에 주조된 로마 주화 면에는 로마를 일곱 언덕 위에 앉아 있는 여인으로 묘사하고 있다.
국제 표준 성서 백과사전은 다음과 같이 말하고 있다. “땅의 임금들을 지니는 왕권을 가진 큰 도성(17,18), 일곱 산 위에 올려져 있다는 점(17,9), 전국적인 부패와 타락(17,2; 18,3; 19,2), 넷째, 기독교인들의 박해(17,6) 등 묵시록에 열거되는 바빌론의 특징들은 당시 존재하였던 그 어떤 도시보다도 로마에 가장 잘 들어맞는다.”

### 현세의 예루살렘

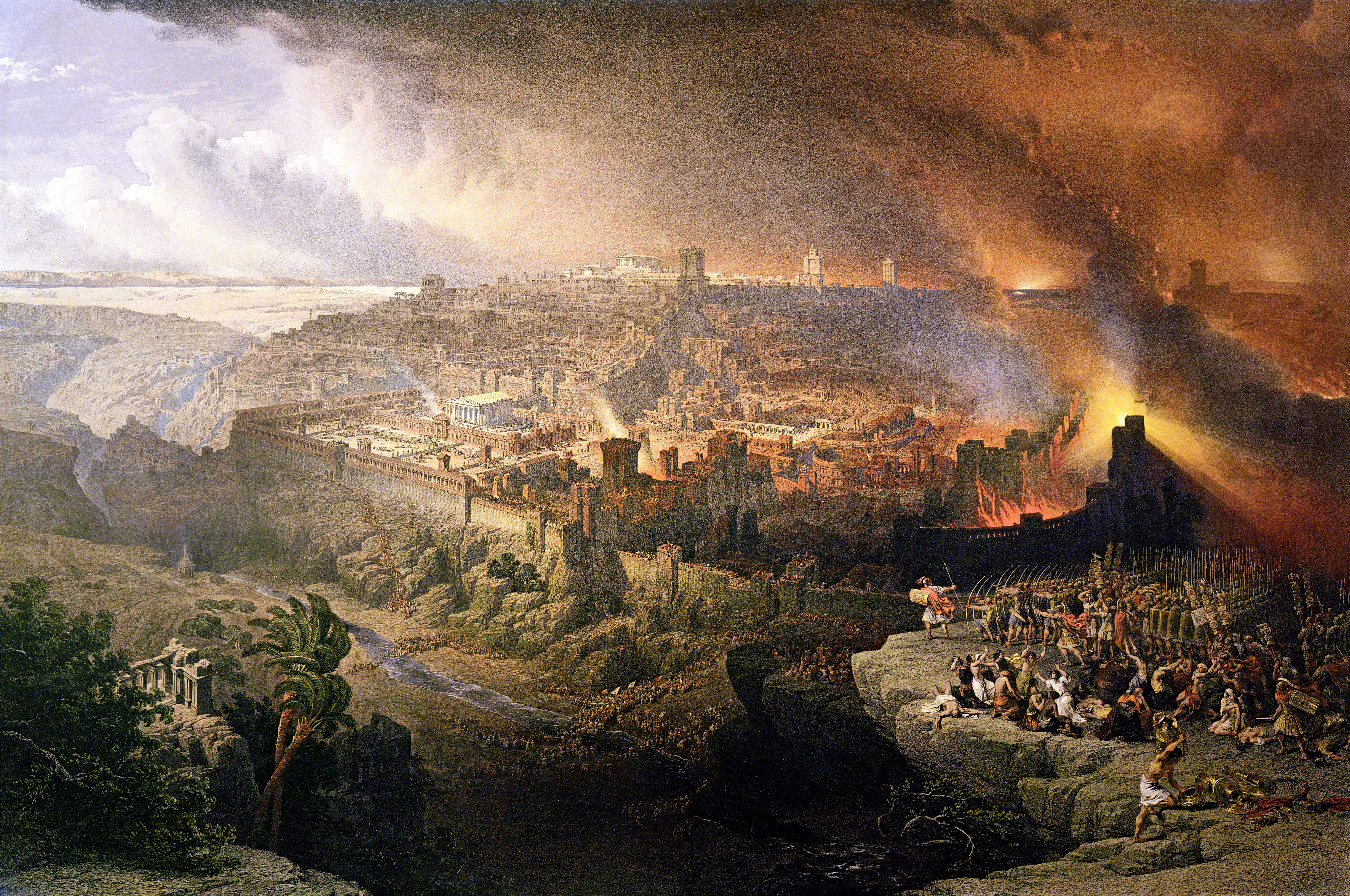
데이비드 로버츠의 공성전으로 파괴되는 예루살렘

많은 성서학자들과 신학자들은 요한 묵시록이 집필된 1세기 당시 로마 제국이 비록 강력한 이교주의 세력이긴 했지만, 대탕녀 바빌론의 상징은 기독교 세력을 침범하는 외부의 이교 세력을 지칭하는 것이 아니라고 지적한다. 오히려 부정한 배교자 여왕, 즉 부정을 저지른 그리스도의 ‘옛 신부’이자 그 부정함으로 인하여 진작 버림을 받았음에도 불구하고, 계속해서 자신을 영적 세계의 여왕이라고 주장하는 배교자 ‘여왕’을 지칭하는 것이라고 본다. 이러한 견해를 지지하는 사람들은 묵시록에 나오는 일곱 산이 로마의 일곱 언덕이 아니라, 예루살렘의 일곱 언덕을 의미하며, 바빌론의 멸망은 서기 70년경 예루살렘의 멸망을 빗댄 것이라는 의견을 제시하고 있다.
구약성경의 몇몇 예언서들은 타락한 예루살렘을 두고 불륜을 저지르는 탕녀 내지는 탕녀의 어머니라고 일컬었다(이사 1,21. 예레 2,20; 3,1-11. 에제 16,1-43; 23. 갈라 4,25). 예루살렘에 대한 이러한 구약성경의 예언서들은 물론 신약성경에서의 경고 역시 사실상 묵시록에서 바빌론을 두고 한 구절과 매우 밀접한 관련이 있다. 따라서 묵시록의 저자인 요한이 바빌론에 대해 기술할 때 그 같은 예언들을 참고했을 가능성이 있다.
한 예로, 마태오 복음서 23장 34절~37절과 루카 복음서 11장 47절~51절을 보면, 예수 그리스도는 모든 시대의 예언자들과 의로운 이들을 죽이고 그들의 피를 흘리게 한 책임을 예루살렘의 바리사이파 사람들에게 돌렸다. 그리고 요한 묵시록 17장 6절과 18장 20절~24절에도 거의 동일한 문구로 바빌론의 죄를 비난할 때 쓰여진다. 이러한 견해는 또한 예수 그리스도가 “예언자는 예루살렘이 아닌 다른 곳에서 죽을 수 없기 때문이다.”(루카 13,33)라고 한 말도 이를 뒷받침하고 있다.

## 같이 보기
- 짐승 (요한 묵시록)